# Ariadna lateralis
Ariadna lateralis är en spindelart som beskrevs av Karsch 1881. Ariadna lateralis ingår i släktet Ariadna och familjen sexögonspindlar. Inga underarter finns listade i Catalogue of Life.